# Maśluchowice
Maśluchowice – część wsi Rożnowice w Polsce, położona w województwie małopolskim, w powiecie gorlickim, w gminie Biecz. Wchodzi w skład sołectwa Rożnowice.
W latach 1975–1998 Maśluchowice położone były w województwie krośnieńskim.